# Jitske Visser
Jitske Visser (n. 29 octombrie 1992, Zwolle, Țările de Jos) este o baschetbalistă olandeză. A participat la competiții asociate Jocurilor Olimpice în care a câștigat o medalie de aur și două medalii de bronz.